# Ryksa szwedzka
Ryksa (ur. między 1265 a 1270, zm. między 1289 a początkiem 1293) – księżna wielkopolska, córka króla szwedzkiego Waldemara i Zofii, córki króla duńskiego Eryka IV.

## Życiorys
W 1273, wraz z siostrą Katarzyną została przeznaczona jako małżonka [???] Ottonowi, synowi księcia brunszwickiego Jana. Zaręczyny księżniczek zostały jednak zerwane. 11 października 1285 w Nyköping, Ryksa została żoną księcia wielkopolski, a późniejszego króla Polski Przemysła II. Było to najprawdopodobniej małżeństwo per procura, zaś księcia zastępował jego notariusz Tylon, cieszący się dużym zaufaniem polskiego dynasty. Zaślubiny Ryksy i Przemysła odbyły się równocześnie ze ślubem jej siostry Maryny z Rudolfem von Diepholz. Związek ten miał charakter polityczny i został zawarty bez wiedzy ojca księżniczki, Waldemara. Ryksa była ukochaną żoną Przemysła. 1 września 1288 urodziła swemu mężowi jedyną córkę, Ryksę, późniejszą żonę króla czeskiego i polskiego Wacława II. 
Nie jest znana dokładna data śmierci Ryksy. Zmarła między 1 września 1288 a 19 kwietnia 1293, najprawdopodobniej w latach 1289–1292. Błędny jest przekaz Jana Długosza, jakoby żyła w chwili koronacji męża 26 czerwca 1295. Została pochowana w katedrze poznańskiej, gdzie kilka lat później został pochowany jej mąż Przemysł.